# Polemonium viscosum
Espèce
Classification phylogénétique
Polemonium viscosum (Sky Pilot en anglais) est une espèce de plante à fleurs de la famille des Polemoniaceae et du genre Polemonium.

## Habitat
La fleur est présente dans la partie occidentale du Canada et des États-Unis. Elle pousse en particulier dans des zones de haute altitude dans de sites rocheux et secs.

## Description
Il s’agit d’une plante vivace pouvant atteindre 10 à 30 centimètres de haut. Ses fleurs sont mauves et mesurent entre 17 et 25 mm.

## Utilisation
La plante peut être utilisée comme plante ornementale dans des jardins rocailleux.